# Christoph Mohn

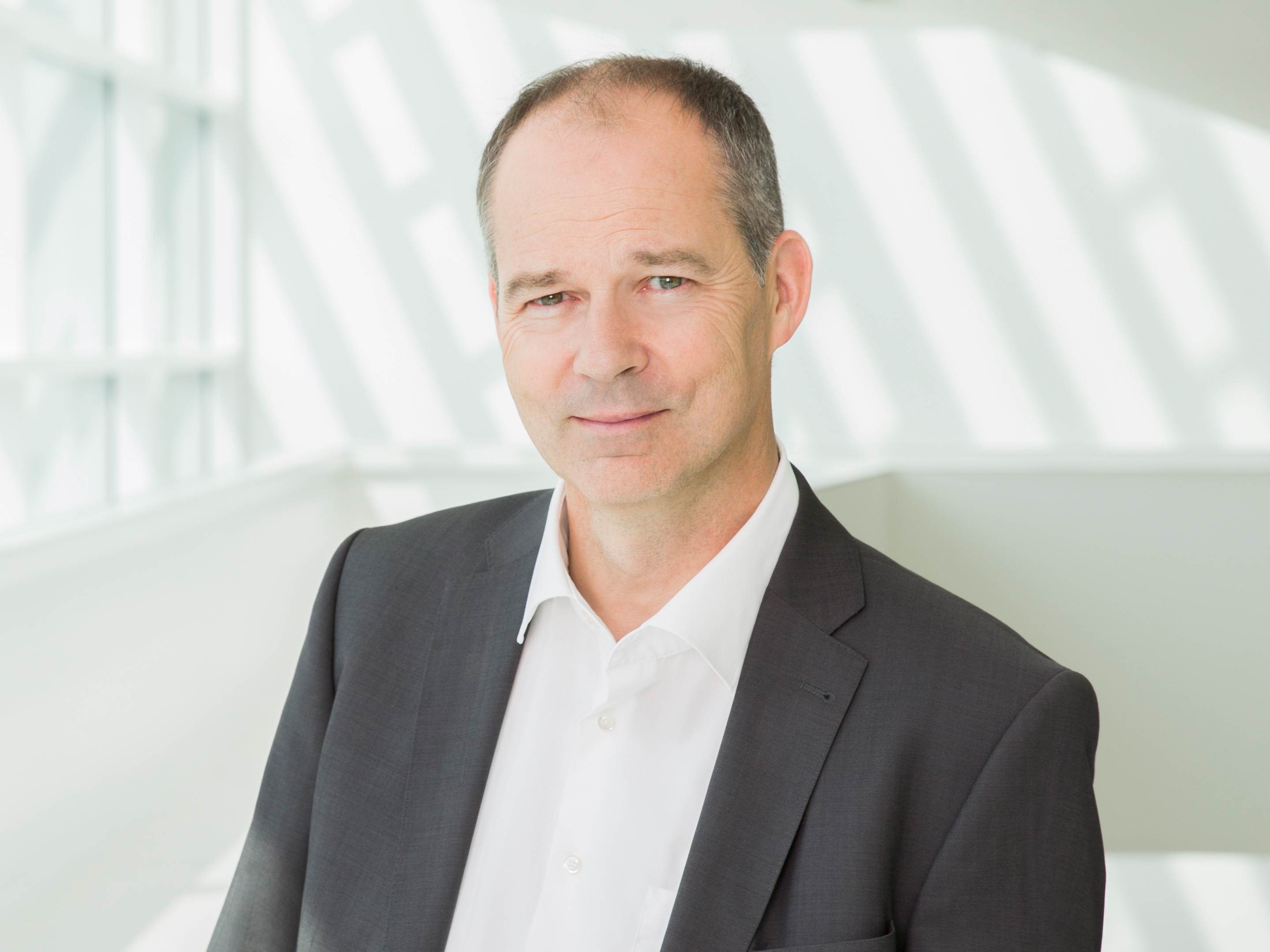
Christoph Mohn (2018)

Christoph Mohn (* 6. Juli 1965 als Christoph Scholz in Stuttgart) ist ein deutscher Unternehmer. 2013 übernahm er den Vorsitz der Aufsichtsräte von Bertelsmann. Seit 2021 ist er auch Vorsitzender des Lenkungsausschusses der Bertelsmann Verwaltungsgesellschaft (BVG) und übt zudem das Amt des Familiensprechers in der BVG aus. Darüber hinaus ist Mohn Vorstandsvorsitzender der Reinhard Mohn Stiftung und sitzt im Kuratorium der Bertelsmann Stiftung.

## Familie
Mohn ist eines von sechs Kindern des 2009 verstorbenen Medienunternehmers Reinhard Mohn. Seine Mutter Liz Mohn war bis 2021 Vorsitzende der Bertelsmann Verwaltungsgesellschaft. Die Eltern hatten im Jahr 1982 geheiratet. Anschließend adoptierte Reinhard Mohn die gemeinsamen Kinder Brigitte, Christoph und Andreas.
Christoph Mohn ist mit der indischen Mathematikerin Shobhna Mohn verheiratet, die er während des Studiums kennenlernte. Das Ehepaar hat drei Töchter.

## Laufbahn
Nach dem Abitur am Städtischen Gymnasium in Gütersloh leistete Christoph Mohn Wehrdienst. 1985 nahm er ein Studium der Betriebswirtschaftslehre mit Schwerpunkt Marketing an der Westfälischen Wilhelms-Universität in Münster auf.
Seine berufliche Laufbahn begann Mohn 1992 zunächst bei der Bertelsmann Music Group in Hongkong und New York City. Nach drei Jahren wechselte Mohn zur Unternehmensberatung McKinsey & Company nach Düsseldorf. Dort beschäftigte sich Mohn mit Entwicklungen im Zusammenhang mit dem Internet und neuen Medien. 1996 kehrte er nach Gütersloh zurück und arbeitete für den Geschäftsbereich Multimedia bei Bertelsmann, der damals unter der Leitung von Thomas Middelhoff stand. Als Vizepräsident der Tochtergesellschaft Telemedia wirkte Mohn am Einstieg in das Internetgeschäft mit.

### Lycos Europe
Mohn unterstützte die Gründung eines Gemeinschaftsunternehmens von Bertelsmann und Lycos. 1997 rückte er an die Spitze von Lycos Europe. Unter seiner Leitung führten die beteiligten Konzerne ihre Websuchmaschine zusammen. Außerdem wurde eine der ersten Internet-Flatrates auf den Markt gebracht.
Im Jahr 2000 führte Mohn das Unternehmen an die Börse. Infolge des Kursverfalls nach dem Zusammenbruch der Dotcom-Blase leitete Mohn eine Restrukturierung ein, die jedoch erfolglos blieb. 2008 beschlossen die Eigentümer, Lycos Europe abzuwickeln. Daraufhin trat Mohn im Jahr 2009 als Vorstandsvorsitzender zurück.

### Bertelsmann
Von 2001 bis 2007 war Mohn Mitglied der Bertelsmann Verwaltungsgesellschaft. Sie kontrolliert die Stimmrechte der an Bertelsmann mittelbar beteiligten Mitglieder der Familie Mohn und Stiftungen. Nach dem Tod von Reinhard Mohn im Jahr 2009 nahm er dessen Sitz in der Bertelsmann Verwaltungsgesellschaft ein. Er vertritt dort die sechste Generation.
Seit 2006 gehört Mohn den Aufsichtsräten von Bertelsmann an, was Spekulationen um einen Wechsel in den Vorstand beendete. Gleichzeitig baute die Familie so ihren Einfluss auf Bertelsmann aus. 2013 rückte Mohn schließlich zum Vorsitzenden der Aufsichtsräte auf. In dieser Position unterstützte er die Transformation des Konzerns unter Führung des 2012 angetretenen Vorstandsvorsitzenden Thomas Rabe.
Mit Erreichen der Altersgrenze von 80 Jahren schied Liz Mohn 2021 aus den Führungsgremien der Bertelsmann Verwaltungsgesellschaft aus. Daraufhin übernahm Christoph Mohn den Vorsitz des Lenkungsausschusses und das Amt des Familiensprechers in der BVG.

## Engagement
Im Jahr 2009 wurde Mohn Mitglied des Kuratoriums der gemeinnützigen Bertelsmann Stiftung. Zusätzlich übernahm er 2010 den Vorstandsvorsitz der bereits 2006 errichteten Reinhard Mohn Stiftung. Sie erinnert an das Lebenswerk von Reinhard Mohn und fördert Bildungsprojekte mit Schwerpunkt in Ostwestfalen-Lippe, um die Chancen von Kindern und Jugendlichen in der Region zu verbessern.
Darüber hinaus unterstützt Mohn als Business Angel und Investor Start-up-Unternehmen beim Aufbau Ihres Geschäfts.